# Henry Gadeyne
Henricus Eduardus (Henry) Gadeyne (Gent, 18 februari 1894 – aldaar, 11 november 1965) was een Belgisch violist.
Hij was zoon van leidekker Emilius Gustavus Gadeyne en Maria Ludovica Knockaert. Broer Julien Gadeyne was cellist en ook docent aan conservatoria.
Hij kreeg zijn muziekopleiding aan het Gents Conservatorium van Johan Smit. Hij volgde daarbij Smit op als soloviolist van het orkest van dat conservatorium. Tijdens de Eerste Wereldoorlog was hij lid van het "Symphonie de l’Armée de Campagne" van Corneil de Thoran en van het strijkkwartet wat daaruit gevormd werd, samen met altist Germain Prevost. Het orkest was op verzoek van koningin Elisabeth samengesteld. Na die wereldoorlog trok hij als violist door met name België, Frankrijk en het Verenigd Koninkrijk. In 1921 werd hij docent aan het Oostendes Conservatorium, een functie die hij tot zijn dood zou bekleden. Hij werkte tevens van 1922 tot 1959 aan het Gents Conservatorium.
Hij leidde een hele rij violisten op die om en nabij Oostende werkten. Zo haalde Georges Maes (1914-1976) zijn virtuositeitsdiploma in 1935 en werd later directeur van genoemd conservatorium in Oostende.